# Aartsbisdom Malanje
Het aartsbisdom Malanje (Latijn: Archidioecesis Malaniensis) is een rooms-katholiek aartsbisdom met als zetel Malanje, in Angola. De aartsbisschop van Malanje is metropoliet van de kerkprovincie Malanje, waartoe ook de volgende suffragane bisdommen behoren:
- Ndalatando
- Uíje

## Geschiedenis
Het aartsbisdom werd opgericht op 25 november 1957, als het bisdom Malanje, uit delen van het aartsbisdom Luanda en het bisdom Silva Porto, en was suffragaan aan het aartsbisdom Luanda. Op 10 augustus 1975 verloor het gebied bij de oprichting van het bisdom Henrique de Carvalho. Op 12 april 2011 werd het verheven tot metropolitaan aartsbisdom. 

## Parochies
Het aartsbisdom had in 2021 een oppervlakte van 97.602 km2 en telde 1.095.540 inwoners waarvan 60,1% rooms-katholiek was.

## Ordinarii

### Bisschoppen
- Manuel Nunes Gabriel (5 december 1957 - 13 februari 1962)
- Pompeu de Sá Leão y Seabra (20 december 1962 - 7 april 1973)
- Eduardo André Muaca (25 september 1973 - 10 augustus 1975)
- Alexandre do Nascimento (10 augustus 1975 - 3 februari 1977; kardinaal in 1983)
- Eugénio Salessu (3 februari 1977 - 27 augustus 1998)

### Aartsbisschoppen
- Luis María Pérez de Onraita Aguirre (bisschop: 27 augustus 1998, aartsbisschop: 12 april 2011 - 19 mei 2012; coadjutor sinds 15 december 1995)
- Benedito Roberto (19 mei 2012 - 8 november 2020)
- Luzizila Kiala (29 september 2021 - heden)

## Galerij van afbeeldingen

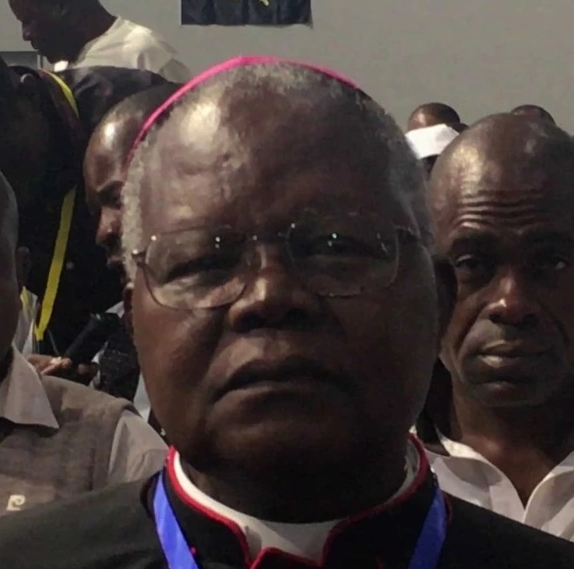
Aartsbisschop Benedito Roberto (2012-2020)